# Belá (okres Nové Zámky)
Belá (maďarsky Béla) je obec na Slovensku v okrese Nové Zámky. V obci je mateřská škola s vyučovacím jazykem maďarským.

## Geografie

### Poloha
Obec leží v jihovýchodní části Podunajské pahorkatiny, v části Belianské kopce. Území se rozkládá v nadmořské výšce 126–250 m, střed obce je ve výšce 185 m n. m. Jihozápadní vyšší terasy jsou pokryty spraší, navátými písky a písčitými sprašemi, východní část území je pahorkatina s terciérními, částečně tufitickými uloženinami. Území je převážně odlesněno, v pahorkatině jsou menší dubové a akátové lesy. Půdní typy: černozem a hnědozem.
Celková rozloha obce je 8,69 km², z toho  92 % připadá na zemědělskou půdu. Celkové využití půdy (2020): 82 % orná půda, 6 % vinice, 66 % zastavěná plocha atd. V roce 2023 orná půda zaujímala rozlohu 712,56 ha, vinice 35,7 ha, ovocné sady a zahrady 21,19 ha, lesy 3,95 ha a zastavěná plocha 47,41 ha.

### Sousední obce
s
| Šarkan | Ľubá  | Ľubá  |
|        |       | Mužla |
|        | Mužla | Mužla |

## Symboly obce

### Znak
Obecní znak je v Heraldickém registru Slovenské republiky zapsán takto: V zeleném štítě pod dvěma zlatými položenými klasy - vlevo delším - stříbrné, hroty dolů směřující radlice, ověnčené zlatými ratolestmi.

### Vlajka
Sestává ze tří podélných pruhů bílé, žluté a zelené barvy s poměrem stran 2:3, je ukončena třemi cípy. Zářezy sahají do třetiny listu.

## Dějiny
Belá se může pyšnit poměrně bohatou historií. Její dějiny jsou úzce spjaty s minulostí Štúrova a Ostřihomi. Na základě písemných záznamů se dá předpokládat, že přes toto území procházely legie římských císařů. Kolem roku 120 to bylo vojsko císaře Hadriána a později kolem roku 195 zase vojsko Lucia Septima Severa. V době stěhování národů toto území obsadili francké a slovanské kmeny. Kolem roku 1000 se Ostřihom a jeho okolí stalo majetkem uherského krále Štěpána I.
První písemná zmínka o Belé pochází z roku 1138, kdy byla vydána Dömöšská listina podle níž byla obec majetkem Dömöšského proboštství. Rok písemné zmínky řadí Belou mezi nejstarší písemně doložené obce na území dnešního Slovenska. V letech 1247 a 1257 se zmiňuje obec Belá (Boros Béla) jako majetek kapituly a majetek královny. Královna Alžběta darovala pole Petrovi, synovi Mikuláše Karvaja z rodu Zovard, za jeho zásluhy v bitvě na Moravském poli (1278). V roce 1367 král Ludvík I. daroval obec Jákovi, synovi Mikuláše Ebnbrandiho. V tomto období se začalo rozvíjet i zemědělství. V roce 1434 král Zikmund daroval obec Tomášovi a Bálintovi Pogánytelkimu jako odměnu za zásluhy v boji proti husitům.
V roce 1507 již v dokumentech nacházíme zmínku o Velké a Malé Belé. Malá Belá byla ve vlastnictví Bély Balinta a Velká Belá byla majetkem Jana Pozsára. Kolem roku 1543 Turci obec obsadili a později i zničili. Turecká okupace tohoto území trvala s malými přestávkami přibližně 150 let. V roce 1700 se již obec uvádí jako majetek Eszterházyovců. Během bitvy u Kravan nad Dunajom zde byl hlavní vojenský tábor Františka Rákocziho II. V roce 1732 obec vlastnil Jozef Tersztyánszky. Zároveň se začala rekonstrukce zámečku ve francouzském barokním stylu. V roce 1770 se obec stala majetkem zeměpána Andráse Török, župana Oravské župy, který se pustil do velkolepé výstavby v obci. V roce 1900 patřila více než polovina obce Dr. Zikmundovi Bródymu, který dal v roce 1905 postavit v obci školu. Zámeček a k tomu příslušející hospodářství se stal od roku 1909 vlastnictvím rodiny Ullmannovců.

## Pamětihodnosti
V obci je římskokatolický kostel Povýšení sv. kříže z roku 1750. Nachází se zde původně pozdně barokní zámeček, který se renovuje. Do nynějšího stavu byl přebudován v 18. století, po jeho zničení během tureckých útoků.